# Tour della nazionale maschile di rugby a 15 della Scozia 1996
Tra le due edizioni del 1995 e del 1999 della coppa del mondo di rugby, la nazionale di rugby XV della Scozia si è recata più volte in tour oltremare

## In Italia
A Gennaio, si disputa il tradizionale match con l'Italia (il quarto dal 1992). Questa volta però la selta scozzese di non riconoscere come ufficiale il match, schierandosi come squadra "A", viene definitivamente stigmatizzato dalla federazione italiana, che a sua volta schiera la nazionale italiana come squadra "A", rendendo così la sconfitta scozzese ancora più indigesta, perché subita contro una seconda squadra. La vittoria italiana con quattro mete segnate contro uno è anche favorita dagli errori sui calci piazzati di Rowen Shepherd (solo 3 centri su 10)

| Arbitro: | G Simmonds |

| |            | |
| Arancio, Gardner Vaccari, Visentin | mt         | Redpath |
| Dominguez 3 | tr         | |
| Dominguez | c.p.       | Shepherd 3, Townsend |
| 15 M Ravazzolo 14 P Vaccari 13 T Visentin 12 I Francescato 11 F Roselli 10 D. Dominguez 9 A Troncon 1 M Dal Sie 2 C Orlandi 3 F Properzi 4 P Pedroni 5 M Giacheri 6 A Sgorlon 7 O Arancio 8 J Gardner | Formazioni | 15 R Shepherd 14 C Joiner 13 S Hastings 12 I Jardine 11 K Logan 10 G Townsend 9 Redpath (Melrose) 1 D Hilton K McKenzie 2 P Wright 3 S Murray 4 S Campbell 6 R Wainwright 7 E Peters 8 S Reid (66' G Weir) |

## In Nuova Zelanda
Nel 1996 si reca in Nuova Zelanda dove subisce due sconfitte pesanti dagli All Blacks

### Risultati Principali
| Wanganui 28 maggio 1996 | Wanganui | – | Scozia XV |  |

Contro Northland, la Scozia patisce la pioggia e spreca molte occasioni malgrado il maggior possesso
| Whangarei 31 maggio 1996                                                                      | Northland | 15 – 10  | Scozia XV |  |
| \| \| \| \| \| \| mt \| Logan \| \| \| tr \| Shepherd \| \| Johnston 5 \| c.p. \| Shepherd \| |           |          |           |  |
|                                                                                               |           |          |           |  |
|                                                                                               | mt        | Logan    |           |  |
|                                                                                               | tr        | Shepherd |           |  |
| Johnston 5                                                                                    | c.p.      | Shepherd |           |  |

 Già al terzo match ci sono problemi di infortuni, mentre Waikato vince grazie ad una meta finale di Dion Muir
| Hamilton 5 giugno 1996 | Waikato | 39 – 35                          | Scozia XV |  |
| \| \| \| \| \| Cooper, Monkley, Muir Walters, Warlow \| mt \| Logan, Shepherd, Stark, Townsend \| \| Cooper 4 \| tr \| Shepherd 3 \| \| Cooper 2 \| c.p. \| Shepherd 3 \| |         |                                  |           |  |
| |         |                                  |           |  |
| Cooper, Monkley, Muir Walters, Warlow | mt      | Logan, Shepherd, Stark, Townsend |           |  |
| Cooper 4 | tr      | Shepherd 3                       |           |  |
| Cooper 2 | c.p.    | Shepherd 3                       |           |  |

| Invercargill 8 giugno 1996 | Southland | 21 – 31 | Scozia XV |  |

Facile successo, ma doppio infortunio a Graham Shiel e Scott Hastings
| Blenhiem 11 giugno 1996 | South Isl. Div. XV | 21 – 63                                                              | Scozia XV |  |
| \| \| \| \| \| Connolly, McDowell \| mt \| Logan 2, Stanger 2 Walton 2, Armstrong Broughton, Chalmers, Shepherd \| \| Dempster \| tr \| Chalmers 5 \| \| Dempster 2 \| c.p. \| Chalmers \| \| MacDonald \| drop \| \| |                    |                                                                      |           |  |
| |                    |                                                                      |           |  |
| Connolly, McDowell | mt                 | Logan 2, Stanger 2 Walton 2, Armstrong Broughton, Chalmers, Shepherd |           |  |
| Dempster | tr                 | Chalmers 5                                                           |           |  |
| Dempster 2 | c.p.               | Chalmers                                                             |           |  |
| MacDonald | drop               |                                                                      |           |  |

 Mai gli scozzesi avevano segnato 31 punti e tre mete agli All Blacks, ma neppure ne avevano mai incassati 62 . Eroe del match Christian Cullen autore di tre mete per gli All Blacks

| Arbitro: | Wayne Erickson |

| |            | |
| mete: Z.Brooke, Cullen 4 ID Jones, Lomu Marshall, Mehrtens trasf.: Mehrtens 7 c.p.: Mehrtens | Marcatori  | mete: Joiner Peters, Townsend trasf.: Shepherd 2 c.p.: Shepherd 3 Drop: Shepherd |
| 15.Christian Cullen 14.Jeff Wilson 13.Frank Bunce 12.Scott McLeod 11.Jonah Lomu 10.Andrew Mehrtens 9.Justin Marshall 8.Zinzan Brooke 7.Josh Kronfeld 6.Michael Jones 5.Robin Brooke 4.Ian Jones 3.Olo Brown 2.Sean Fitzpatrick (cap.) 1.Craig Dowd sostituti: 16.Eric Rush Non entrati : Walter Little Jon Preston Blair Larsen Bull Allen | Formazioni | 15.Rowen Shepherd 14.Craig Joiner 13.Ronnie Eriksson 12.Ian Jardine 11.Kenny Logan 10.Gregor Townsend 9.Gary Armstrong 8.Eric Peters 7.Ian Smith 6.Rob Wainwright (cap.) 5.Doddie Weir 4.Damian Cronin 3.Peter Wright 2.Kevin McKenzie 1.Dave Hilton |

Senza forzare, in vista del secondo test, gli Scozzesi superano Bay of Plenty di misura
| Rotorua 18 giugno 1996 | Bay of Plenty | 31 – 35 | Scozia XV |  |

 Senza storia anche il secondo test
| Arbitro: | Wayne Erickson |

| |            | |
| mete: Z. Brooke, Jones Kronfeld 2, meta tecnica trasf.: Mehrtens 4 | Marcatori  | mete: Peters, Shepherd trasf.: Shepherd |
| 15.Christian Cullen 14.Jeff Wilson 13.Frank Bunce 12.Walter Little 11.Eric Rush 10.Andrew Mehrtens 9.Justin Marshall 8.Zinzan Brooke 7.Josh Kronfeld 6.Michael Jones 5.Robin Brooke 4.Ian Jones 3.Olo Brown 2.Sean Fitzpatrick (cap.) 1.Craig Dowd sostituti: 16.Bull Allen 17.Blair Larsen 18.Adrian Cashmore Non entrati : Scott McLeod Jon Preston Norm Hewitt | Formazioni | 15.Rowen Shepherd 14.Tony Stanger 13.Scott Hastings 12.Ian Jardine 11.Kenny Logan 10.Gregor Townsend 9.Gary Armstrong 8.Eric Peters 7.Ian Smith 6.Rob Wainwright (cap.) 5.Doddie Weir 4.Damian Cronin 3.Barry Stewart 2.Kevin McKenzie 1.Dave Hilton sostituti: 16.Derek Stark |